# Águila Progreso Industrial
El Club Águila de Progreso Industrial es un equipo de fútbol mexicano que jugó en la Tercera y Segunda división mexicana. Tuvo como sede el municipio de Nicolás Romero (municipio) en el Estado de México.
Águila de Progreso Industrial ES un equipo de Nicolás Romero (municipio), que empezó jugando en la liga INTERESTATAL, posteriormente en tercera división profesional, y lograría el ascenso a la segunda división en la temporada 1986-1987, superando en la final al Club Alianza, filial del Club Deportivo Guadalajara. 
Algunos de los jugadores más importantes en su historia:
- -Marco Antonio "MACO" (medio)
- -Hugo Martínez Escobar (medio defensivo, central)
- -Mario Arnulfo Escobar Varela "GÜERO" (medio de contención)
- -Víctor Juan Rebollar (delantero)
- -Rubén Trejo "CABUBIS"
- -Gustavo Ramírez Olalde (delantero)
- -Juan García Trujillo (defensa)
- -Raúl Rodríguez (medio)
- -Mario Jiménez (medio)
- -Fernando Olvera (medio)
- -Marco Acacio (...)
- -Adolfo García Parra (medio)
- -Eduardo Dávila (defensa)
- -Francisco David de Ávila (portero)
- -Genaro Jiménez (medio)
- -León Rebollar (director técnico)
- -Rubén Manríquez (delantero)
- -Gregorio Rebollar (delantero)
- -Rolando Gómez (defensa)

Para la temporada 1987-1988 desciende junto con Toros de Texcoco a la segunda B, donde participó hasta la temporada 1989-1990. En 1991 jugó el PRODE 91, y en la temporada 1992-1993 jugó su última temporada en la Segunda "A". El equipo renace en la década de los 2000, teniendo actividad de 2000 a 2002 en la tercera división.
Actualmente disputa ligas regionales, torneos estatales o amateur y se alberga al equipo de tercera división DIM (Deportivo Independiente Mexiquense) desde 2011.
- Datos: Q6172598